# 野木沢村
野木沢村（のぎさわむら）は福島県石川郡にかつて存在した村である。

## 地理
- 現在の石川町の北部に位置する。
- 阿武隈高地に位置し、村域は山がちな地形になっている。
- 村は阿武隈川の東岸に位置する。

## 歴史
村名は中野村の野、曲木村の木、塩沢村の沢を組み合わせて野木沢村となった。

### 村域の変遷
- 1889年（明治22年）4月1日 - 町村制施行により、中野村・曲木村・塩沢村が合併し石川郡野木沢村が発足。
- 1955年（昭和30年）3月31日 - 野木沢村は石川町・沢田村・母畑村・中谷村・山橋村が合併し石川町が発足。野木沢村は消滅。

変遷表
| 1868年 以前 | 1868年 以前 | 明治22年 4月1日 | 昭和30年 3月31日 | 現在   |
| ----------- | ----------- | --------------- | ---------------- | ------ |
|             | 中野村      | 野木沢村        | 石川町           | 石川町 |
|             | 曲木村      | 野木沢村        | 石川町           | 石川町 |
|             | 塩沢村      | 野木沢村        | 石川町           | 石川町 |

## 大字
- 中野（なかの）
- 曲木（まがき）
- 塩沢（しおざわ）

## 人口・世帯

### 人口
総数 [単位： 人]
| 1891年（明治24年） | 1,248 |
| 1920年（大正 9年） | 1,728 |
| 1935年（昭和10年） | 1,914 |

### 世帯
総数 [単位： 世帯]
| 1920年（大正 9年） | 335 |
| 1935年（昭和10年） | 331 |

## 交通（廃止直前）

### 鉄道
- 日本国有鉄道（ → 東日本旅客鉄道）
  - ■水郡線
    - 野木沢駅